# Gaspare
Gaspare  è un nome proprio di persona italiano maschile.

## Varianti
- Maschili: Gasparo[1][2], Gaspero, Gasparre[1], Gasparro, Gasparri[1], Caspare/Casparo
  - Alterati: Gasparino, Gasperino, Gasparuzzo
  - Ipocoristici: Parri[1]
- Femminili: Gaspara[1], Gaspera
  - Alterati: Gasparina, Gasperina

### Varianti in altre lingue
- Basco: Gaxpar[4]
- Catalano: Gaspar[4]
- Ceco: Kašpar
- Croato: Gašpar
- Danese: Casper[2], Kasper[2], Jesper[2]
- Esperanto: Gasparo
- Francese: Gaspard[2][3]
- Galiziano: Gaspar[4]
- Inglese: Jasper[2][3][5], Caspar[3]
- Latino: Caspar[1]
  - Femminili: Caspara[1]
- Lituano: Kasparas
- Norvegese: Casper[2], Kasper[2]
- Olandese: Caspar[3], Casper[2], Kasper[2]
  - Ipocoristici: Cas[2]
- Polacco: Kacper[2], Kasper[2]
- Portoghese: Gaspar[2]
- Rumeno: Gașpar
- Russo: Каспар (Kaspar)
- Sloveno: Gašper[2]
- Spagnolo: Gaspar[2][3][4]
- Svedese: Casper[2], Kasper[2]
- Tedesco: Kaspar[2][3]
- Ungherese: Gáspár[2]
  - Ipocoristici: Gazsi[2]

## Origine e diffusione

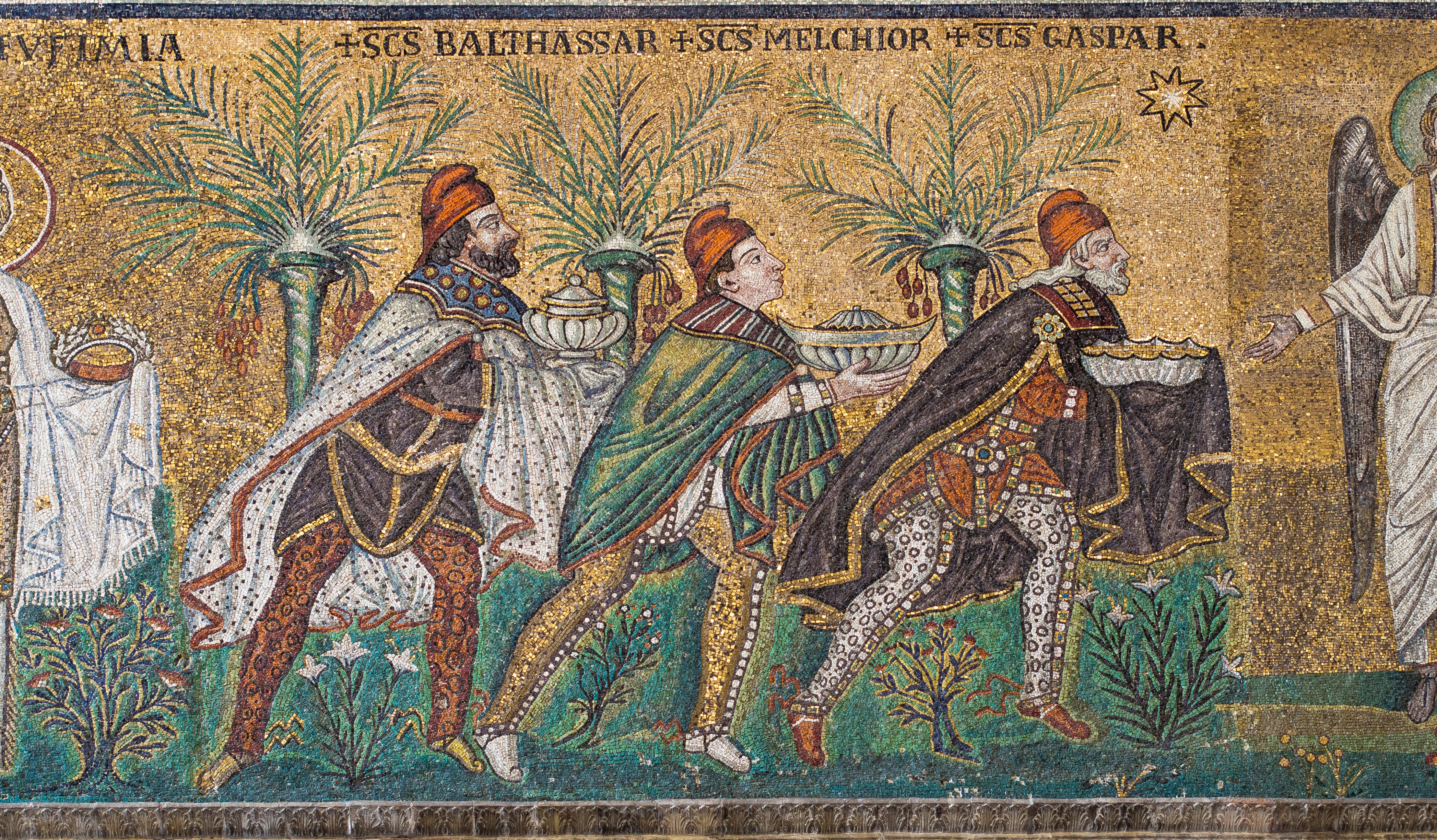

Nome di origine dubbia, potrebbe derivare dal persiano khazāndār (o ganibar o kansbar), "tesoriere", "ispettore del tesoro", o dal sanscrito gathaspar, "ispettore".
È il nome che viene attribuito per tradizione ad uno dei Magi biblici. In inglese è in uso sia nella forma Jasper, attestata sin dal Medioevo, che coincide anche col nome del Diaspro, sia nella forma Caspar, presa a prestito dall'olandese dal XIX secolo e diffusa soprattutto negli Stati Uniti.
Nella forma "Gaspar" è attestato in uno dei mosaici della Basilica di Sant'Apollinare Nuovo a Ravenna.

## Onomastico
L'onomastico ricorre generalmente il 6 gennaio, giorno dell'Epifania in cui si ricordano i santi Gaspare, Melchiorre e Baldassarre, i tre Re Magi; in alcune località la ricorrenza cade il 1º gennaio. Altri santi che portano questo nome sono:
- 15 febbraio, beato Gaspare Daverio, francescano martire a Praga[8]
- 12 giugno, san Gaspare Bertoni[7][8]
- 16 giugno, beato Gaspare Burgherre, mercedario[8]
- 14 luglio, beato Gaspare de Bono, religioso[8]
- 18 agosto, beato Gaspare di Salamanca, mercedario[8]
- 21 ottobre, san Gaspare del Bufalo, sacerdote[6][8]
- 26 settembre, beato Kaspar Stanggassinger, redentorista[8]

## Persone

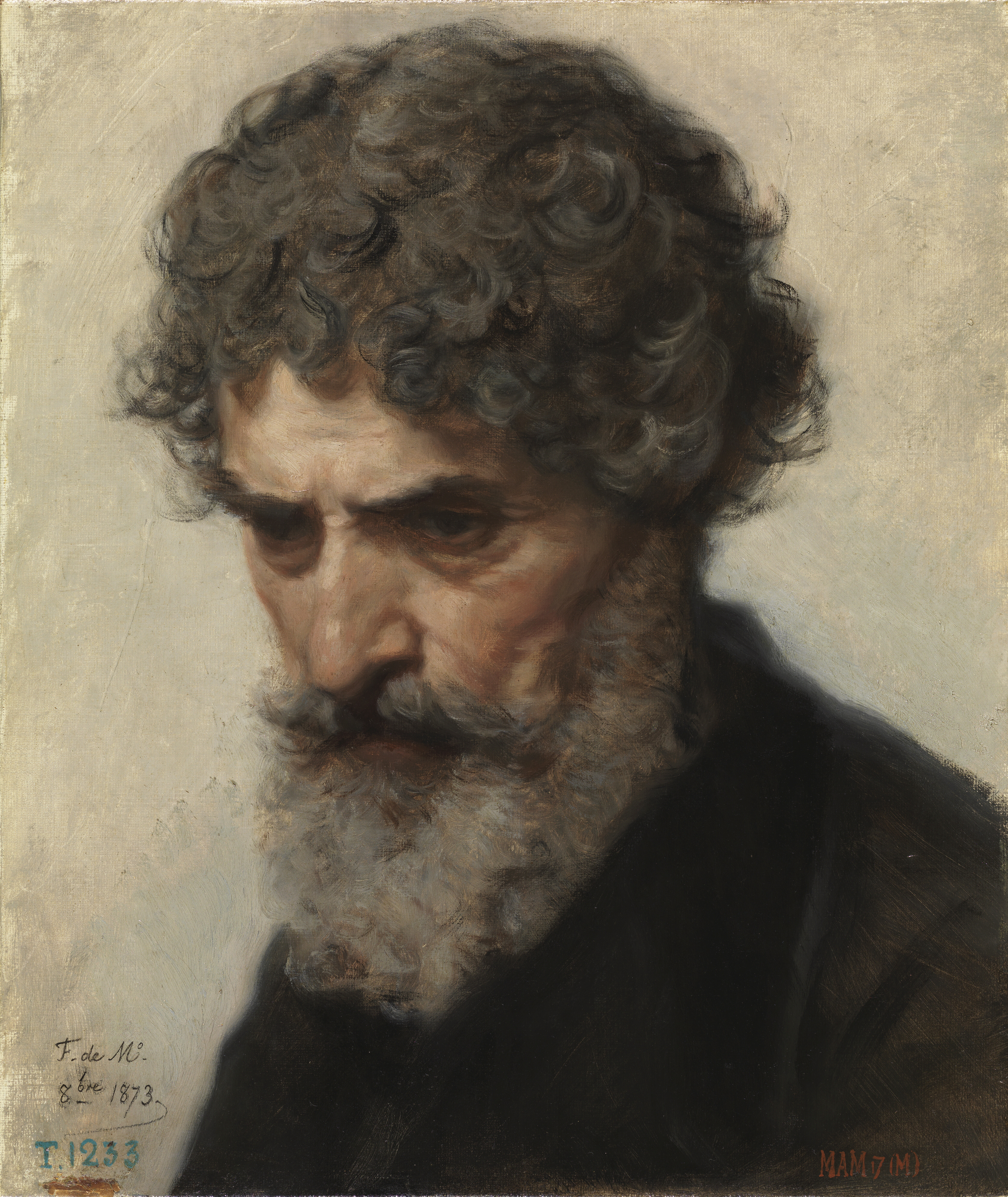
Gaspare Sensi

- Gaspare Ambrosini, politico, magistrato e costituzionalista italiano
- Gaspare Bertoni, sacerdote e santo italiano
- Gaspare Bolla, cavaliere e aviatore italiano
- Gaspare Colosimo, avvocato, politico e filantropo italiano
- Gaspare del Bufalo, sacerdote e santo italiano
- Gaspare Diziani, pittore italiano
- Gaspare Finali, letterato, patriota e politico italiano
- Gaspare Fossati, architetto svizzero
- Gaspare Pacchierotti, cantante lirico italiano
- Gaspare Sensi, pittore e litografo italiano
- Gaspare Spontini, compositore e direttore d'orchestra italiano
- Gaspare Tagliacozzi, chirurgo italiano
- Gaspare Traversi, pittore italiano

### Variante Gasparo

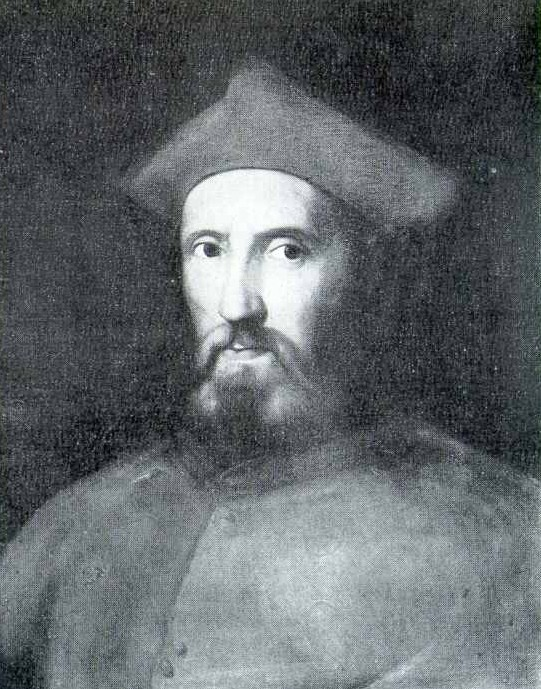
Gasparo Contarini

- Gasparo Angiolini, coreografo, ballerino e compositore italiano
- Gasparo Balbi, gioielliere e viaggiatore veneziano
- Gasparo Contarini, cardinale italiano
- Gasparo da Salò, liutaio e contrabbassista italiano
- Gasparo Gozzi, scrittore, intellettuale e letterato italiano
- Gasparo Mola, medaglista, orafo, scultore ed armaiolo italiano
- Gasparo Scaruffi, economista italiano

### Variante Gaspero

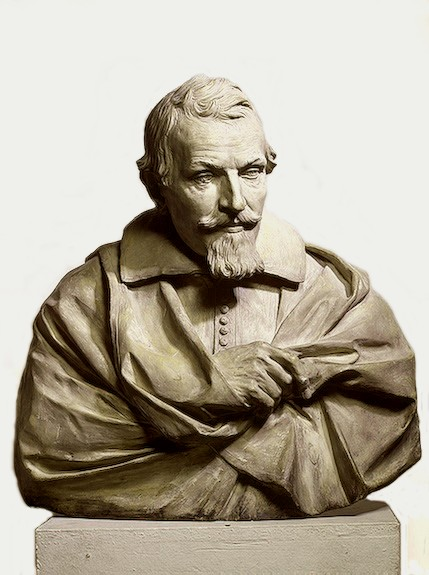
Gasparo Mola

- Gaspero Amidei, scrittore e cronista italiano
- Gaspero Barbera, editore e tipografo italiano
- Gaspero Pampaloni, architetto italiano

### Variante Gašper
- Gašper Markič, sciatore alpino sloveno
- Gašper Vidmar, cestista sloveno
- Gašper Vrhovec, giocatore di calcio a 5 sloveno

### Variante Gaspar

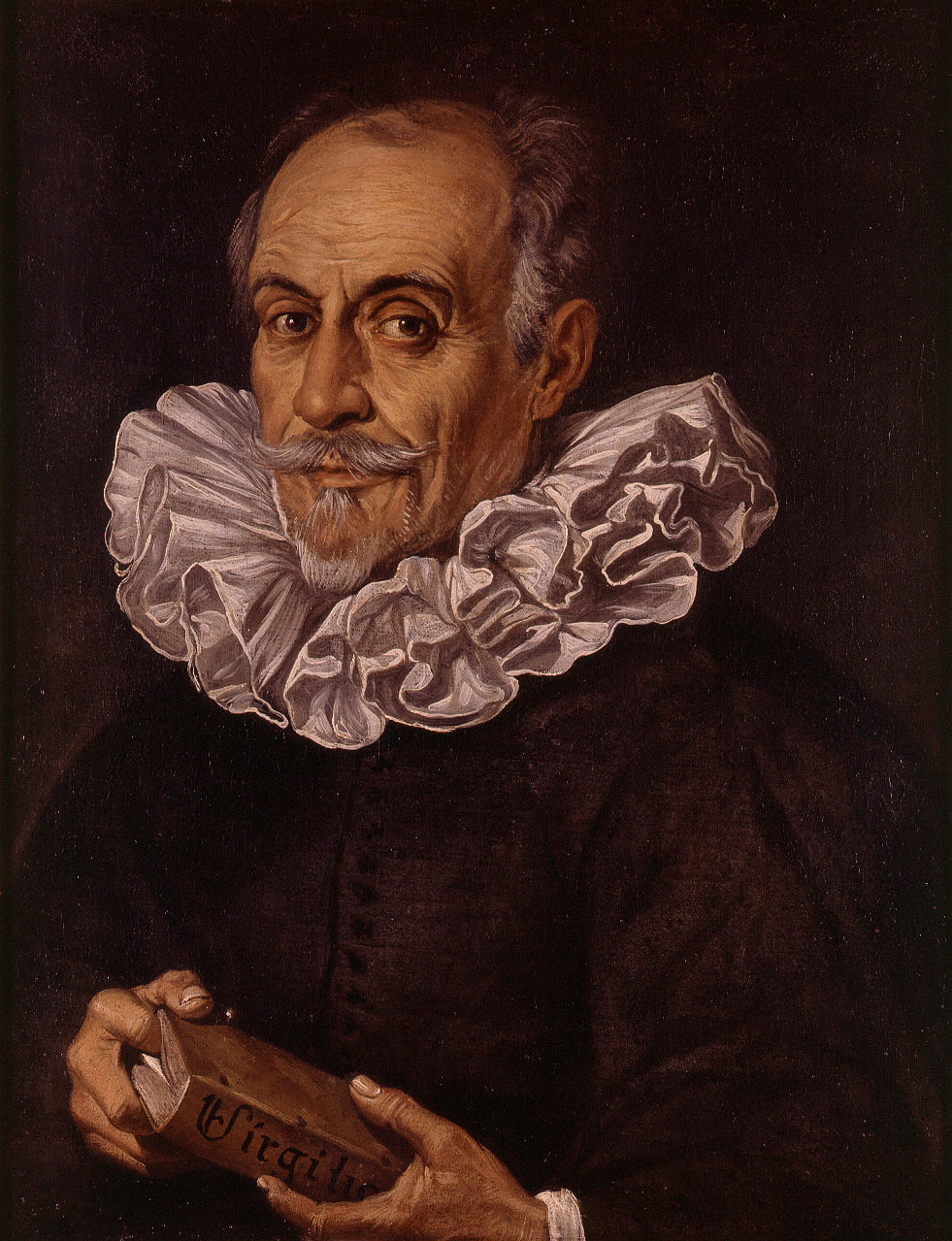
Gaspar Aguilar

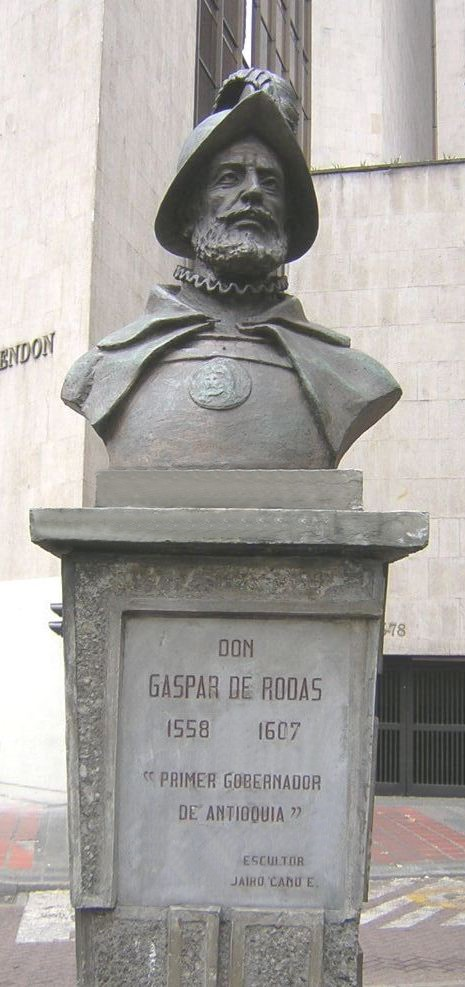
Gaspar de Rodas

- Gaspar Aguilar, poeta e drammaturgo spagnolo
- Gaspar de Ávalos de la Cueva, cardinale e arcivescovo cattolico spagnolo
- Gaspar Cassadó, violoncellista e compositore spagnolo
- Gaspar Cervantes de Gaete, cardinale spagnolo
- Gaspar de Borja y Velasco, cardinale e politico spagnolo
- Gaspar de Bracamonte y Guzmán, diplomatico spagnolo
- Gaspar de Carvajal, missionario spagnolo
- Gaspar de Crayer, pittore fiammingo
- Gaspar de Guzmán y Pimentel, politico spagnolo
- Gaspar Melchor de Jovellanos, politico, scrittore e filosofo spagnolo
- Gaspar de la Cerda Sandoval Silva y Mendoza, viceré della Nuova Spagna
- Gaspar de Molina y Oviedo, cardinale spagnolo
- Gaspar de Portolá, esploratore spagnolo
- Gaspar de Quiroga y Vela, cardinale spagnolo
- Gaspar de Rodas, esploratore spagnolo
- Gaspar de Zúñiga, nobile spagnolo
- Gaspar de Zúñiga y Avellaneda, cardinale spagnolo
- Gaspar Fernandes, compositore portoghese
- Gaspar Llamazares, politico spagnolo
- Gaspar Méndez de Haro, politico e collezionista d'arte spagnolo
- Gaspar Noé, regista, sceneggiatore e attore argentino
- Gaspar Oswald, religioso e architetto ungherese
- Gaspar Pérez de Villagrá, esploratore spagnolo
- Gaspar Sanz, presbitero, compositore e chitarrista spagnolo
- Gaspar van Weerbeke, compositore e cantore fiammingo
- Gaspar van Wittel, pittore olandese naturalizzato italiano
- Gaspar Vianna, medico e anatomopatologo brasiliano

### Variante Gaspard
- Gaspard Bauhin, botanico svizzero

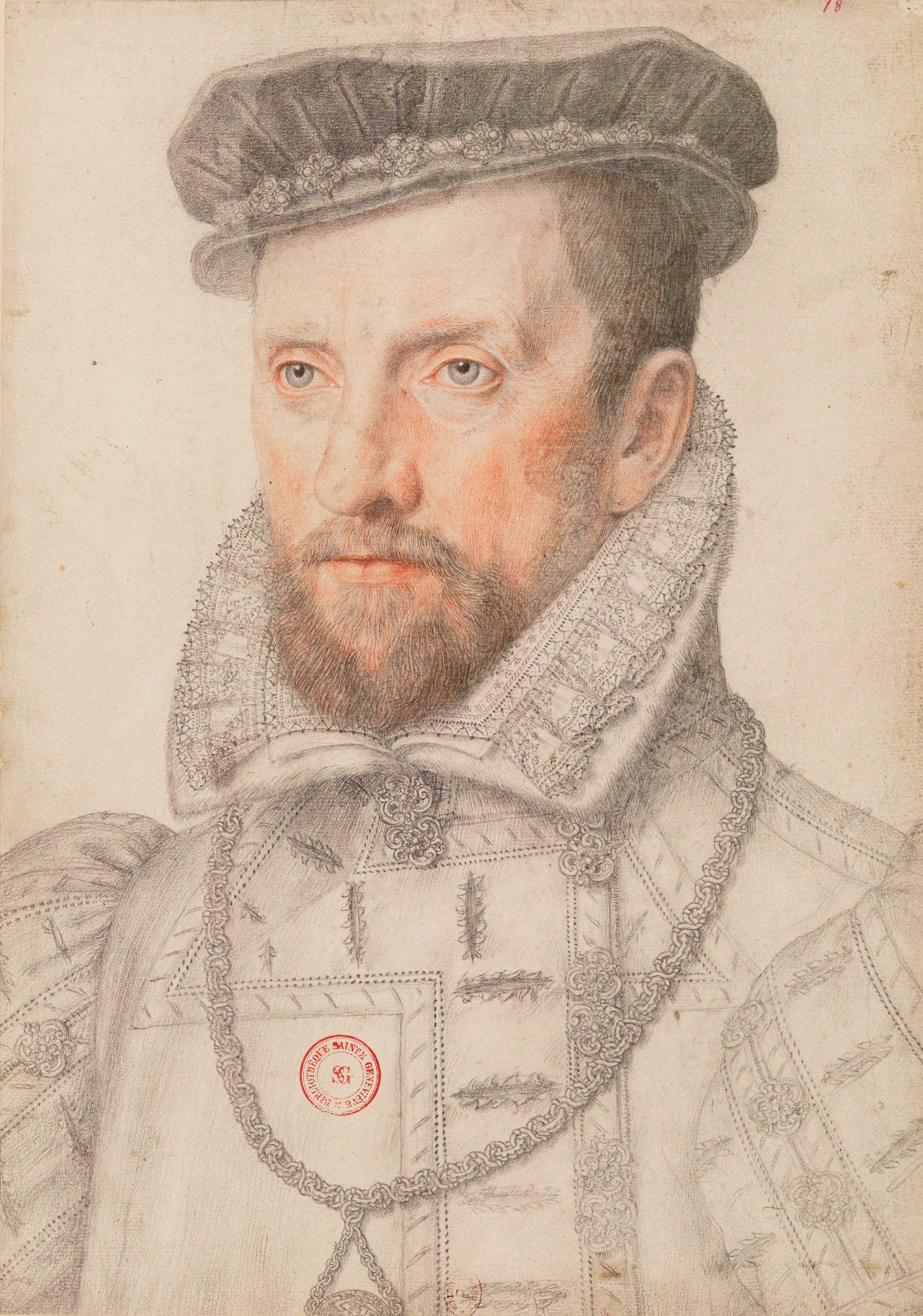
Gaspard de Châtillon

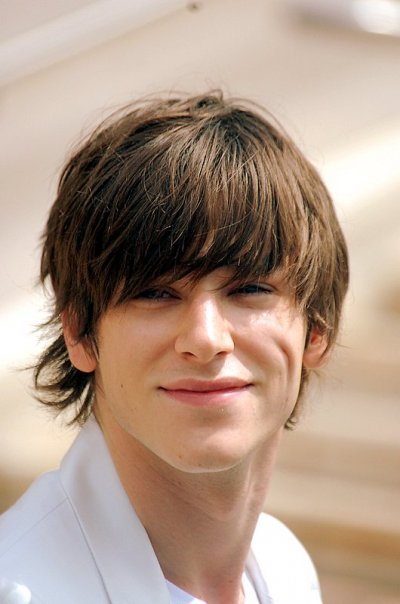
Gaspard Ulliel

- Gaspard Auguste Brullé, entomologo francese
- Gaspard de Bernard de Marigny, militare francese
- Gaspard de Châtillon, militare francese
- Gaspard de Clermont-Tonnerre, militare francese
- Gaspard I de Coligny, militare francese
- Gaspard III de Coligny, militare francese
- Gaspard Gustave de Coriolis, matematico, fisico e ingegnere meccanico francese
- Gaspard de Prony, ingegnere, matematico e musicologo francese
- Gaspard Dughet, pittore italiano
- Gaspard Gourgaud, generale francese
- Gaspard Le Roux, compositore e clavicembalista francese
- Gaspard Mermillod, cardinale svizzero
- Gaspard Monge, matematico francese
- Gaspard Ulliel, attore francese

### Variante Jasper
- Jasper Fforde, scrittore britannico
- Jasper Iwema, pilota motociclistico olandese
- Jasper Johns, pittore statunitense
- Jasper Maskelyne, illusionista inglese
- Jasper Morrison, designer inglese
- Jasper Wilson, cestista statunitense

### Variante Jesper
- Jesper Bech, calciatore danese

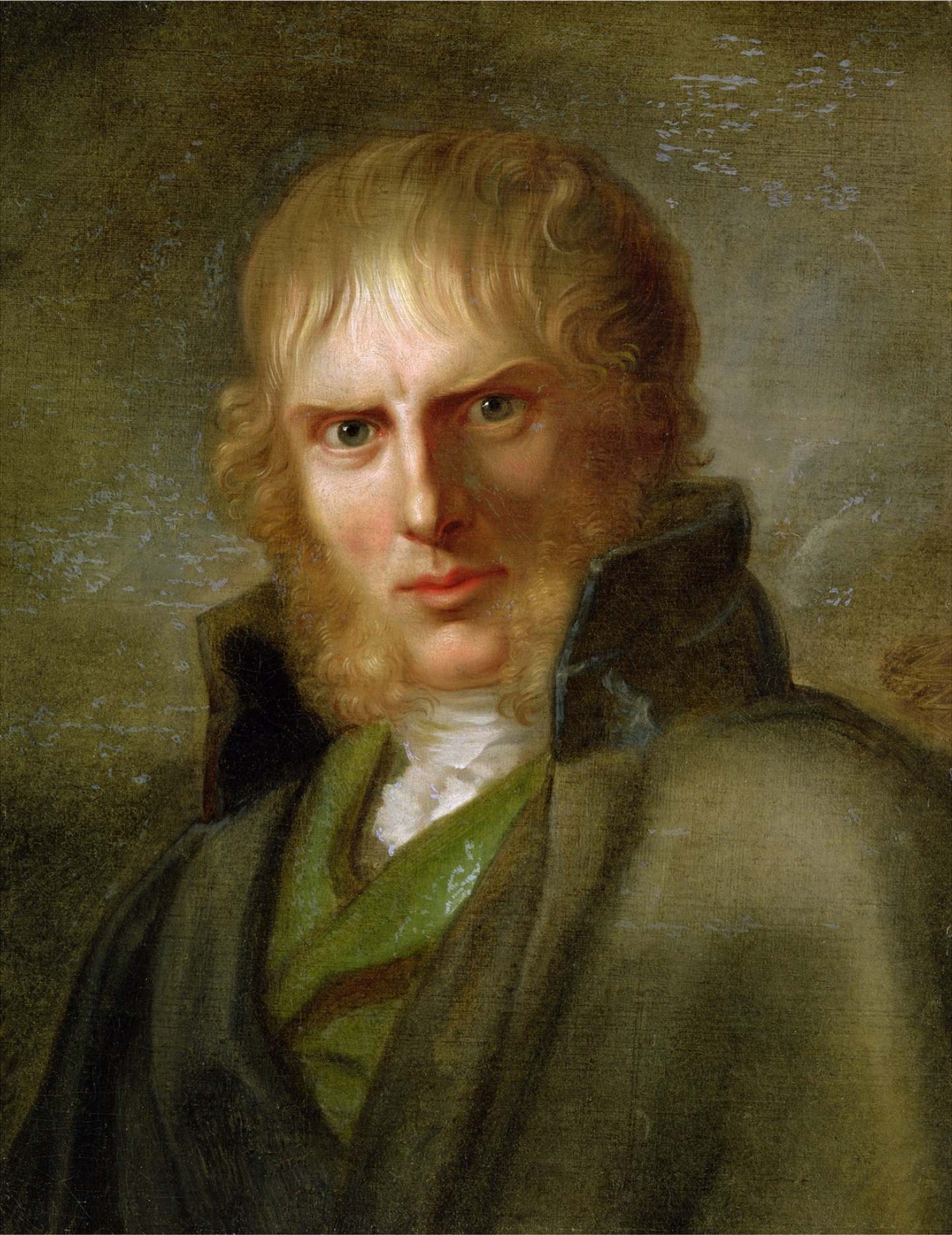
Caspar David Friedrich

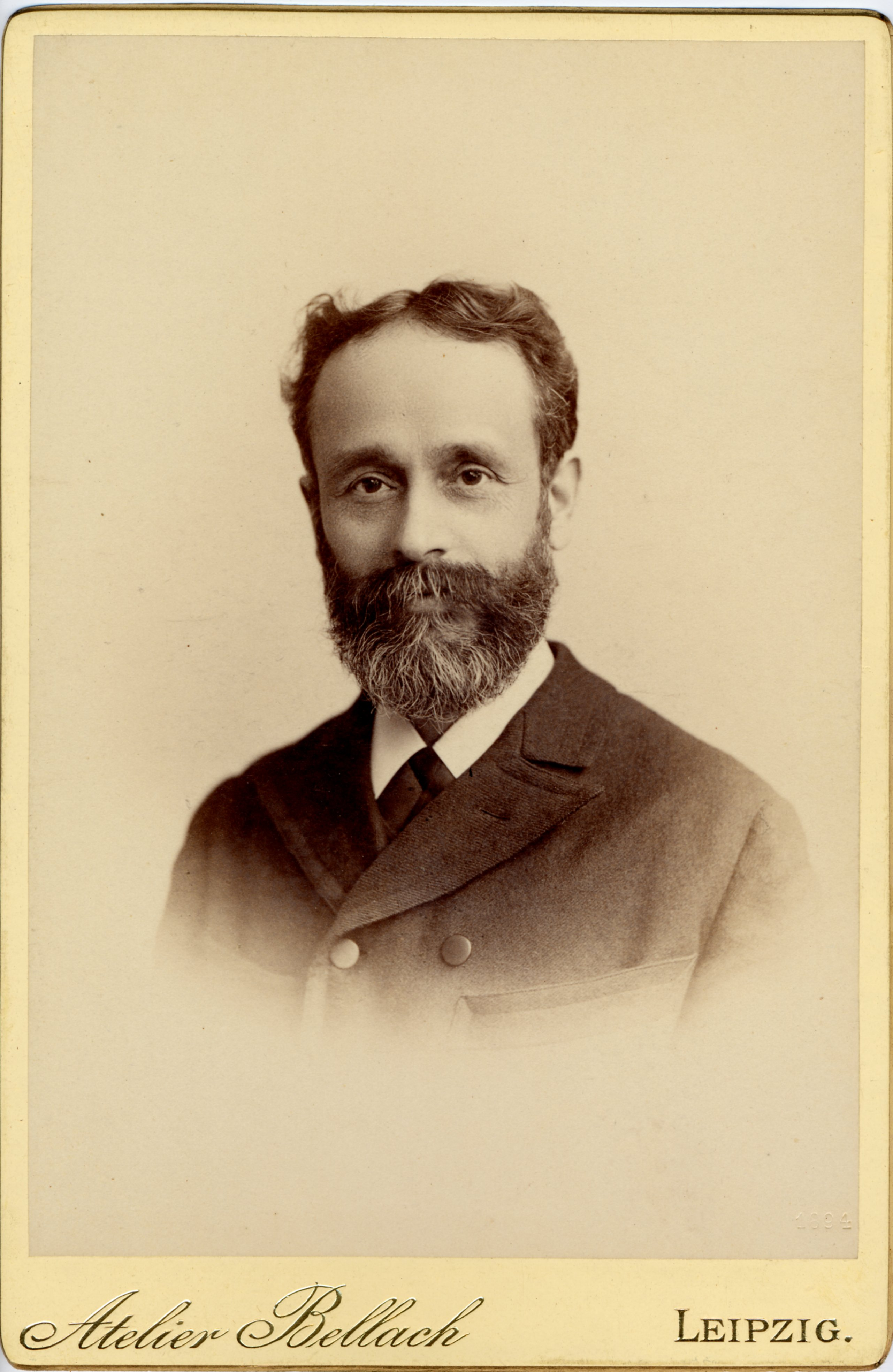
Caspar René Gregory

- Jesper Blomqvist, calciatore svedese
- Jesper Christiansen, calciatore danese
- Jesper Florén, calciatore svedese
- Jesper Grønkjær, calciatore danese
- Jesper Hansen, calciatore danese
- Jesper Jørgensen, calciatore danese
- Jesper Kyd, compositore danese
- Jesper Mathisen, calciatore norvegese
- Jesper Olsen, calciatore danese
- Jesper Skibby, ciclista su strada danese
- Jesper Strömblad, musicista svedese

### Variante Caspar

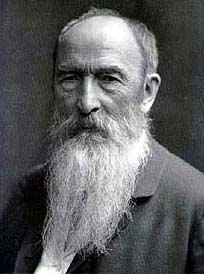
Caspar von Zumbusch

- Caspar Bartholin il Giovane, anatomista danese
- Caspar Bartholin il Vecchio, medico e umanista danese
- Caspar Maximilian Droste zu Vischering-Padberg, politico tedesco
- Caspar Ett, organista e compositore tedesco
- Caspar David Friedrich, pittore tedesco
- Caspar René Gregory, teologo e filologo statunitense naturalizzato tedesco
- Caspar Langenstein, organaro svizzero
- Caspar Memering, calciatore e allenatore di calcio tedesco
- Caspar Netscher, pittore olandese
- Caspar Oleviano, teologo e predicatore tedesco
- Caspar Schoppe, umanista tedesco
- Casparus Johannes van Rinkel, vescovo vetero-cattolico olandese
- Caspar von Zumbusch, scultore tedesco
- Caspar Weinberger, politico statunitense
- Caspar Wessel, matematico norvegese naturalizzato danese
- Caspar Friedrich Wolff, fisiologo tedesco

### Variante Kaspar
- Kaspar Capparoni, attore italiano

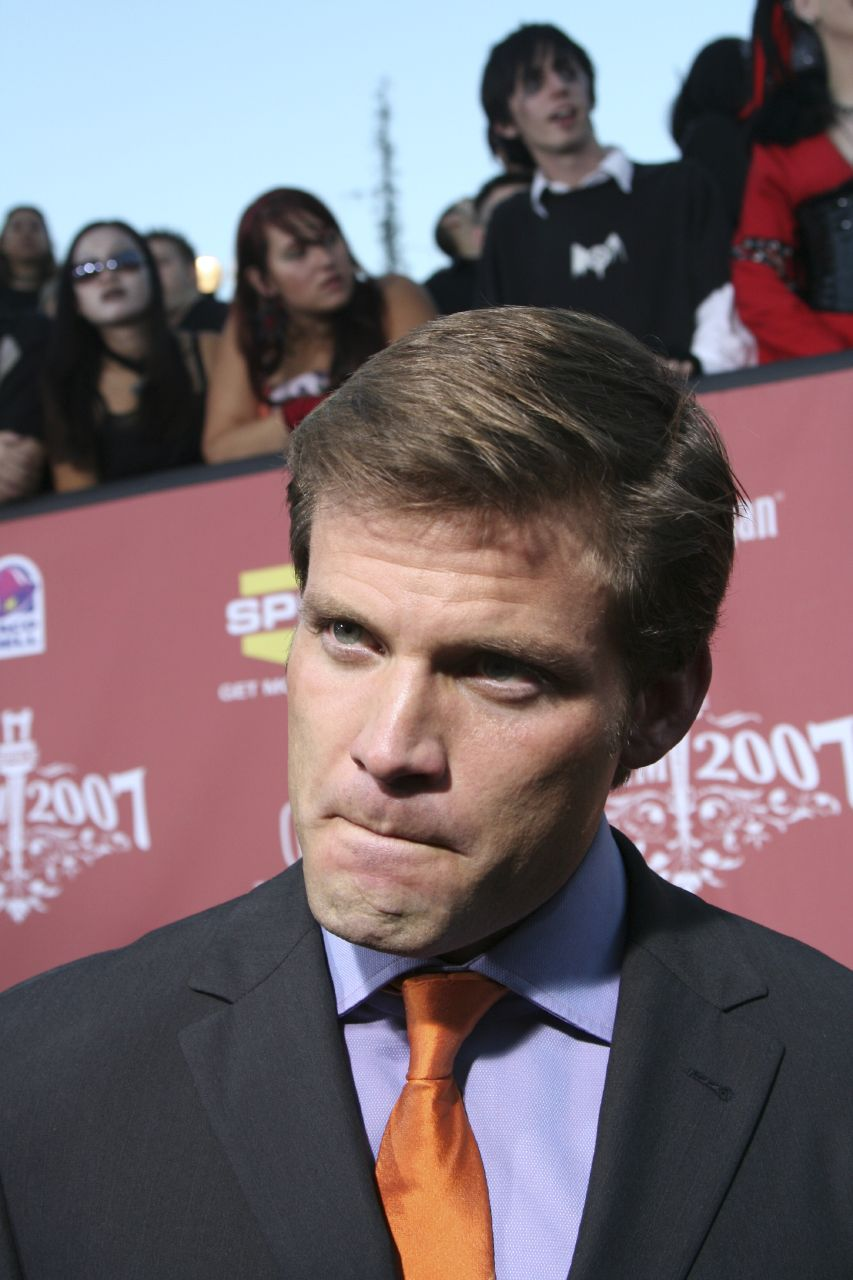
Casper Van Dien

- Kaspar Hauser, ragazzo tedesco noto come "il Fanciullo d'Europa"
- Kaspar Röist, ufficiale svizzero
- Kaspar Gottfried Schweizer, astronomo svizzero
- Kaspar Villiger, politico svizzero
- Kaspar von Silenen, ufficiale svizzero
- Kaspar Maria von Sternberg, geologo, botanico e teologo ceco
- Kaspar Jodok von Stockalper, mercante, notaio e barone svizzero

### Variante Kasper
- Kasper Bøgelund, calciatore danese
- Kasper Hämäläinen, calciatore finlandese
- Kasper Lorentzen, calciatore danese
- Kasper Schmeichel, calciatore danese

### Altre varianti maschili
- Casper Ankergren, calciatore danese
- Gasparino Barzizza, umanista, pedagogista, filologo e lessicografo italiano
- Gáspár Borbás, calciatore ungherese
- Gasparro Fuscolillo, cronista napoletano
- Cas Janssens, calciatore olandese
- Casper Van Dien, attore statunitense

### Variante femminile Gaspara
- Gaspara Stampa, poetessa italiana

## Il nome nelle arti
- Casper il fantasma è un personaggio dell'omonima serie di cartoni animati e di diverse opere derivate.
- Jasper Beardley è un personaggio della serie animata I Simpson.
- Gaspard Chuinard è un personaggio del film del 1988 Gaspard et fil$, diretto da François Labonté.
- Gaspare è uno degli antagonisti del film La carica dei cento e uno.
- Jasper Hale è un personaggio della serie di Twilight, scritta da Stephenie Meyer.
- Jasper Jordan è un personaggio del telefilm The 100.
- Gaspare Torrente è il protagonista del romanzo Una barca nel bosco di Paola Mastrocola.
- Gaspare è il nome d’arte del comico Nino Formicola.